# さゝのつゆ
さゝのつゆ（ささのつゆ）は、『甲子夜話』に逸話が記載される刀。石田三成佩刀。後に三成捕縛の実行者だった田中吉忠（田中伝左衛門）の手に渡った。

## 概要
明応・文亀（1492年 - 1504年）ごろに活躍した備後貝三原正真によって作られた刀とされている。「備後国三原住貝正真」と銘を切る。
「笹の露」とは、笹の葉にある露は払えば瞬時に落ちるがごとく、その刀で切り払えば胴が瞬時に落ちることを称えた表現で、この号を持つ刀は多く、福永酔剣は9振の「笹の露」を記録している。
松浦静山（平戸藩主松浦清）『甲子夜話』巻之九十一に逸話が記載されるのもその一振りである。ある時、静山が家臣から聞くには、田中伝左衛門という武士を解雇したのだが、その時に家中に置いていった「さゝのつゆ」という刀は所持者が転々として、今は川崎某が所持しているという。松浦静山はこの刀とその逸話に相当な興味を抱いたらしく、詳細な寸法図を載せ、他の資料と突き合わせ検証を行っている（その図は2018年現在、三原派の公式サイトで閲覧することができる
）。
すなわち、関ヶ原の戦いの折、田中吉政が率いる実働部隊が、石田三成が川辺の葦中に隠れているのを発見した。田中吉政が率いる従士二人（『関原記大全』によれば野村伝左衛門と沢田少左衛門等）が奮戦したので、ついに三成は捕らえられた。
このとき三成が所持していた刀が徳川家に渡り、さらに徳川家康から吉政に褒美として与えられ、それをさらに吉政が伝左衛門に与えた。この伝左衛門と見られる人物が天祥院（松浦重信）の代に平戸藩に士官した時は、田中伊織を名乗っていた。田中伝左衛門が「さゝのつゆ」の号と自分の名前の銘を入れたのもこの前後であろう。
また、解雇された田中伝左衛門の先代の時、若党が不埒を働いたが、主が不在なので田中の妻自らが「さゝのつゆ」を抜いて若党を手討ちにしたところ、全く手応えがなかった。
若党は好機とばかりに門から逃走したが塀にぶつかり、その瞬間、胴体が袈裟懸けに裂けた。斬味が余りにも凄まじすぎて、切った側も切られた側も気付かなかったのである。
田中家ではこの刀は京信国の作と伝わっていたのだが、現所持者（川崎某）が本阿弥家に鑑定を頼むと、信国ではなく貝三原正真の作であるとし、金10枚の評価を付けた。
参考として、最上大業物である三原正家の一振りで、伊達重村が徳川家重から拝領した刀は、本阿弥家から金20枚の評価をつけられている
。
『石卵余史』には、石田三成が名誉ある死である切腹を田中伝左衛門に乞い願ったが、伝左衛門は功を挙げるためにそれを無視して捕縛している。
この時、三成は伝左衛門を士道に背くと罵り、必ず冥罰が下るであろうと予言している。
田中伝左衛門家は代を重ねるごとに浮き沈み激しく、静山の代ではついに浪人の身になってしまうほどに零落したのは石田三成の怨みであろうか、と静山は評している。

## 作風
「さゝのつゆ」は、刃長二尺一寸七分（約65.8cm）、表銘「田中伊織佐吉忠」、裏銘「さゝのつゆ」となっていて、「田中伊織佐」「さゝの」が金象嵌、「吉忠」「つゆ」が銀象嵌である。
出来栄えは所持者から静山が聞いた言に曰く、「刀直焼ニテニエ少クニホヒ勝ノ出キナリ　地鉄至テコマカニシテ金強ニ見ユ」と。